# Desmodium cuneatum

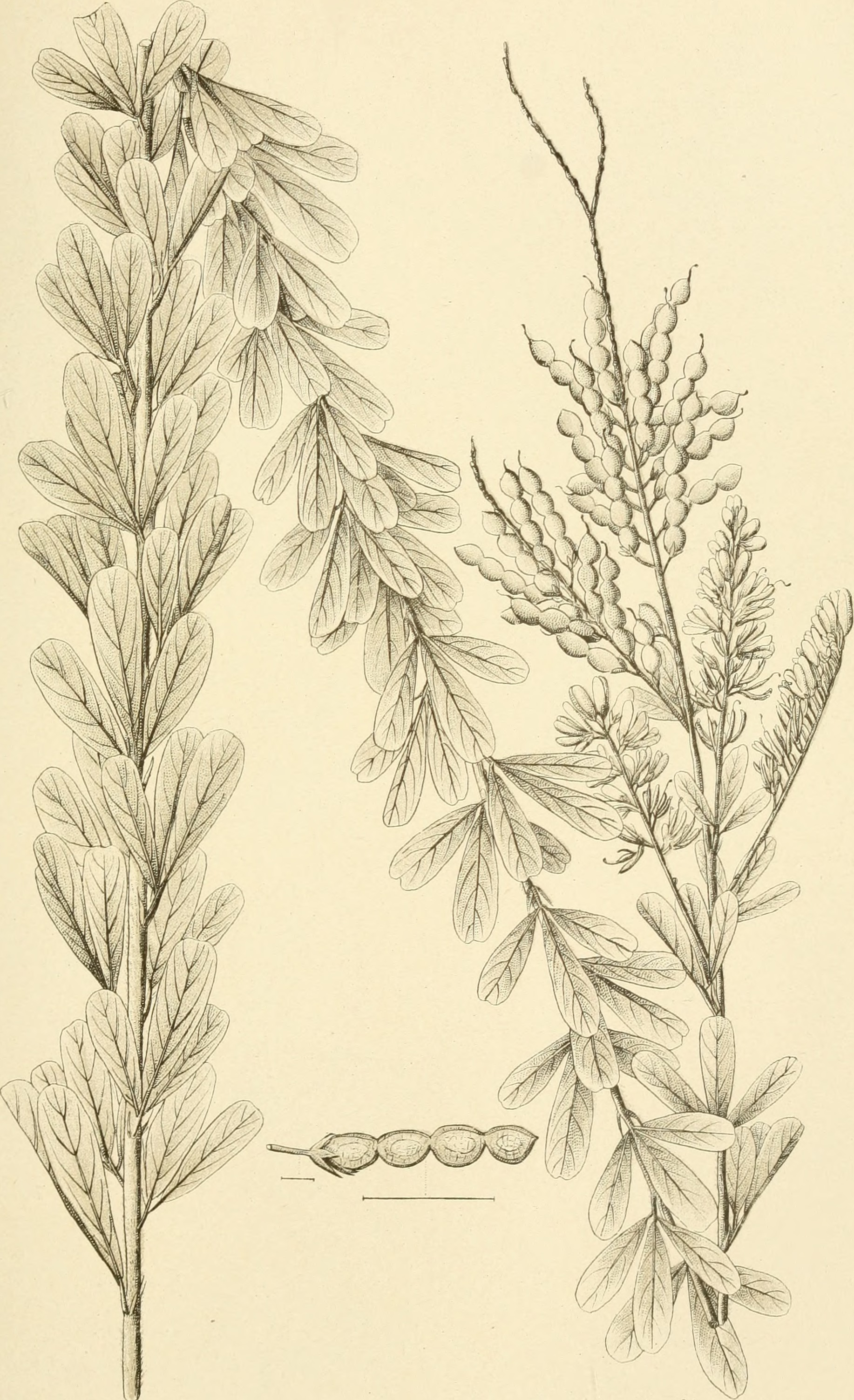
Desmodium cuneatum

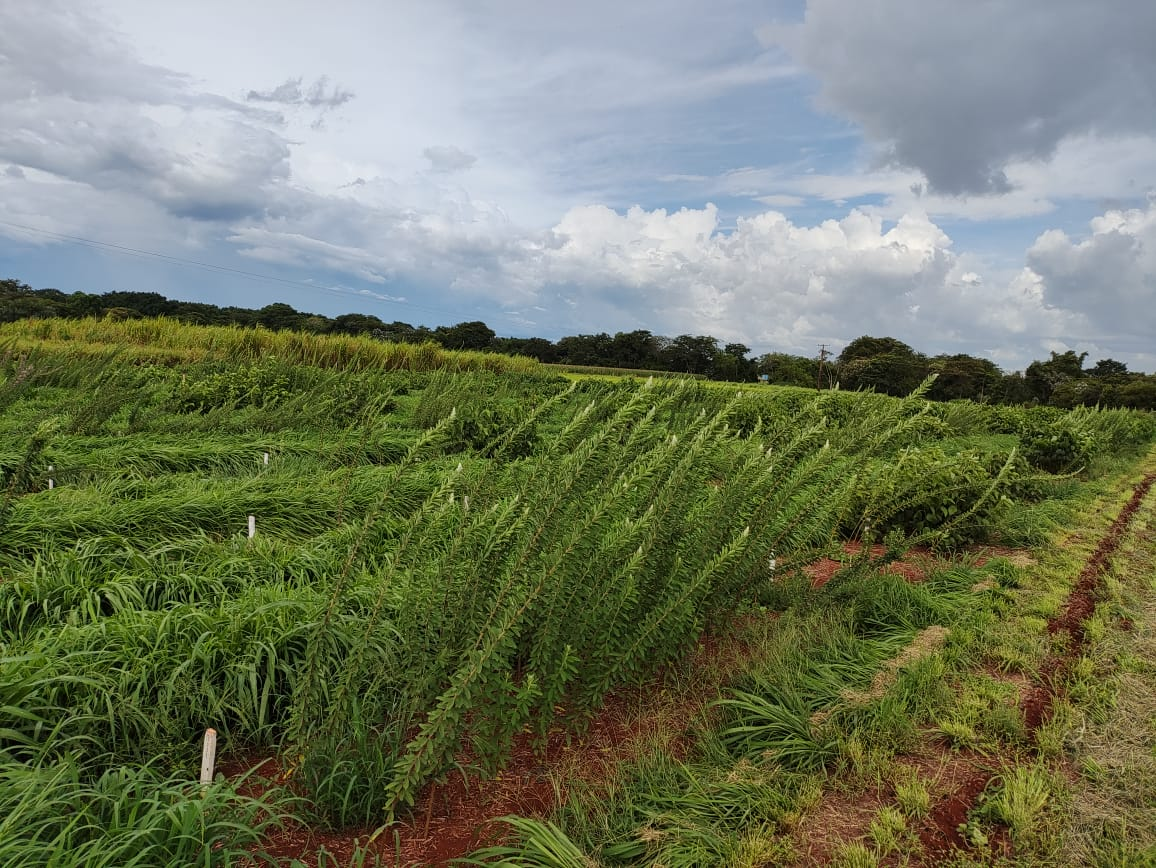
Parcela com Desmodium cuneatum

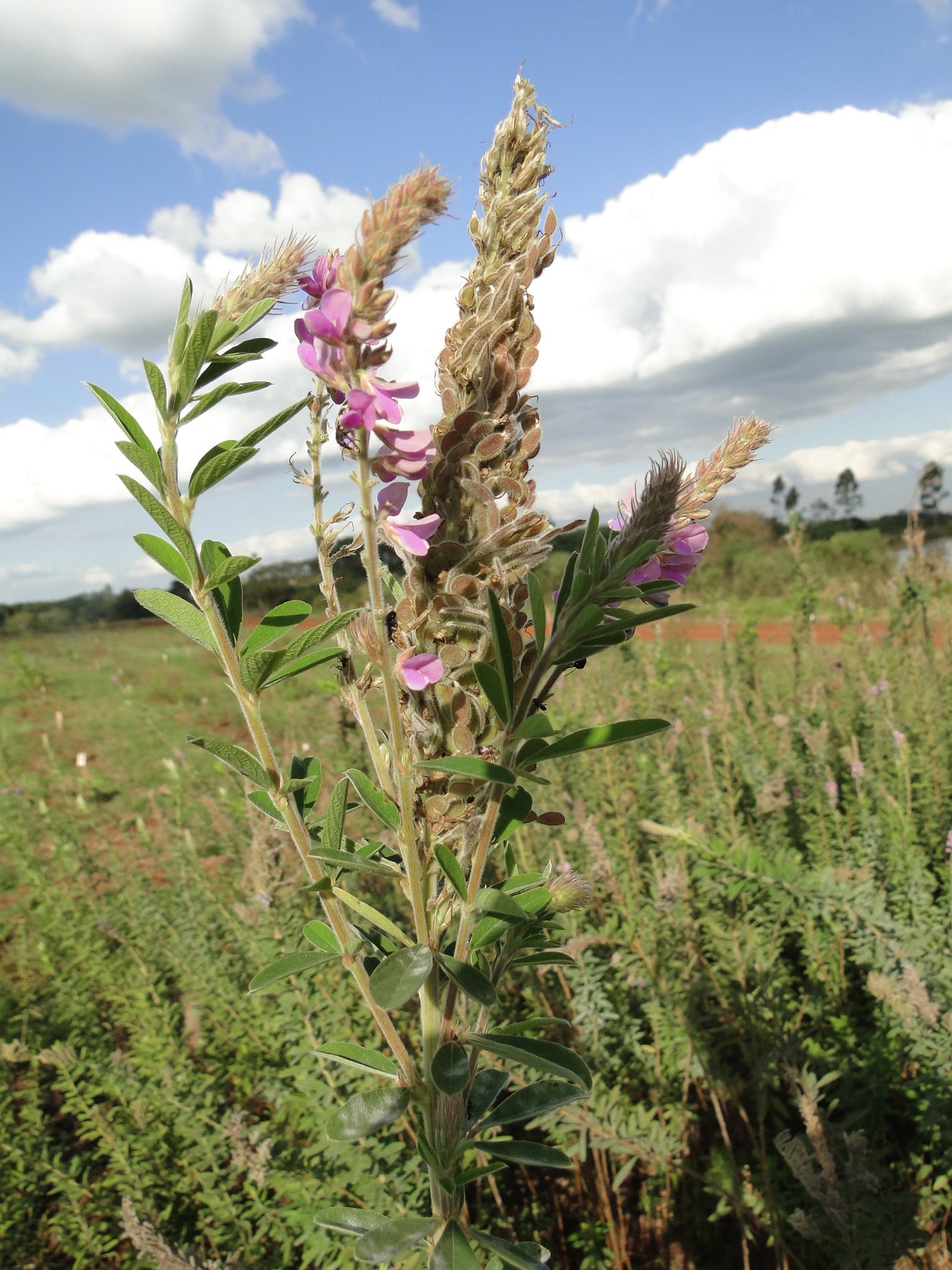
D. cuneatum com flores e fruto.

É uma espécie sul-americana, subarbustiva, com folhas pequenas, triflolioladas, pilosas e com pecíolos curtos, normalmente apresenta um caule ereto de 1 a 2,5 m de altura, ramificações são raras, a raiz é pivotante com presença de xilopódium. Na extremidade dos ramos surgem panículas com intensa florada. As flores são lilás e frutos marrom. Apresenta características bastante marcantes e pode ser distinguida com facilidade das demais espécies do gênero. Ocorre em áreas de campo a borda da mata, muitas vezes em locais com afloramento de rochas. É uma forrageira muito apreciada pelos animais e, devido ao hábito de crescimento ereto, é eliminada em condições de pastejo contínuo. Dificilmente essa espécie ocorre em área de pastagem.
Normalmente é encontrada nas margens de rodovia, terrenos baldios e áreas de reserva, se associando bem com espécies de menor porte, mas tolera a competição de Brachiaria spp. e Panicum maximum.
Nome comum: Iwirá potî
Distribuição e Habitat:. É uma espécie subtropical, sendo sua ocorrência limitada pelo Tropico de Capricórnio, ao norte, ocorrendo no Brasil, Bolívia e Paraguai até o norte do Uruguai e Argentina. No Brasil, ocorre nos biomas Cerrado, Pampa e Pantanal nos estados do Mato Grosso do Sul, Paraná, Rio Grande do Sul, Santa Catarina, São Paulo. O município Campo Grande, estado de MS, é o provável limite norte de distribuição desta espécie no Brasil. Ocupa beiras de estrada, campo sujo, campo limpo e campos pedregosos, sendo encontrado, também, em locais com drenagem deficiente. 
Potencial forrageiro: Seu cultivo foi proposto em substituição a alfafa, já que apresenta grande produção de forragem, apresenta bom rendimento de sementes e de fácil colheita, além de apresentar bom valor nutritivo e ser apreciada por várias espécies animais. 